# U-370
| U-370 | U-370 | U-370 |
| --- | --- | --- |
| U 370 | | |
| | | |
| Зображення підводного човна підтипу VIIC                                                                     | | |
| Верф | Flensburger Schiffbau-Gesellschaft, Фленсбург                                                                                        | Flensburger Schiffbau-Gesellschaft, Фленсбург                                                                                        |
| Під прапором                                                                                                 | Третій Рейх | Третій Рейх |
| Належність                                                                                                   | Крігсмаріне | Крігсмаріне |
| Порт приписки                                                                                                | Кіль, Гельсінкі, Мемель, Данциг | Кіль, Гельсінкі, Мемель, Данциг |
| Замовлення                                                                                                   | 25 серпня 1941 | 25 серпня 1941 |
| Закладений                                                                                                   | 21 листопада 1942 | 21 листопада 1942 |
| Спуск на воду                                                                                                | 24 вересня 1943 | 24 вересня 1943 |
| Введений до складу флоту                                                                                     | 19 листопада 1943 | 19 листопада 1943 |
| На службі | 1943—1945 | 1943—1945 |
| Загибель | 5 травня 1945 року затоплений екіпажем у Гельтінгер-Бухт поблизу Гельтінга, рештки корабля підняті після війни та розібрані на брухт | 5 травня 1945 року затоплений екіпажем у Гельтінгер-Бухт поблизу Гельтінга, рештки корабля підняті після війни та розібрані на брухт |
| Сучасний статус                                                                                              | розібраний на брухт | розібраний на брухт |
| Бойовий досвід                                                                                               | Друга світова війна Битва за Атлантику Кампанія на Балтійському морі                                                                 | Друга світова війна Битва за Атлантику Кампанія на Балтійському морі                                                                 |
| Проєкт | | |
| Тип ПЧ | середній торпедний ДПЧ | середній торпедний ДПЧ |
| Вартість | 4 714 000 ℛℳ | 4 714 000 ℛℳ |
| Основні характеристики                                                                                       | | |
| Швидкість (надводна)                                                                                         | 17,9 вузла | 17,9 вузла |
| Швидкість (підводна)                                                                                         | 8 вузлів | 8 вузлів |
| Робоча глибина занурення                                                                                     | 100 м | 100 м |
| Гранична глибина занурення                                                                                   | 220 м | 220 м |
| Автономність плавання                                                                                        | 135—174 км на швидкості 4 вузли (в підводному положенні) 11 470 км на швидкості 10 вузлів (у надводному положенні)                   | 135—174 км на швидкості 4 вузли (в підводному положенні) 11 470 км на швидкості 10 вузлів (у надводному положенні)                   |
| Екіпаж | 44—60 осіб | 44—60 осіб |
| Розміри | | |
| Довжина найбільша (по КВЛ)                                                                                   | 67,1 м | 67,1 м |
| Ширина корпусу найб.                                                                                         | 6,2 м | 6,2 м |
| Висота | 9,6 м | 9,6 м |
| Середня осадка (по КВЛ)                                                                                      | 4,74 м | 4,74 м |
| Водотоннажність надводна                                                                                     | 769 т | 769 т |
| Силова установка                                                                                             | | |
| дизель-електрична; 2 дизельних двигуни MAN M 6 V 40/46, 2 електродвигуни Siemens-Schuckert-Werke GU 343/38-8 | | |
| Гвинти | 2 | 2 |
| Потужність                                                                                                   | 2800—3200 к.с. (дизелі) 750 к.с. (електродвигуни)                                                                                    | 2800—3200 к.с. (дизелі) 750 к.с. (електродвигуни)                                                                                    |
| Озброєння | | |
| Артилерія | 1 × 88-мм палубна гармата SK C/35 | 1 × 88-мм палубна гармата SK C/35 |
| Торпедно- мінне озброєння                                                                                    | 4 носових і один кормовий ТА 14 торпед або 26 мін TMA                                                                                | 4 носових і один кормовий ТА 14 торпед або 26 мін TMA                                                                                |
| ППО | 1 × 37-мм зенітна гармата Flak M42 2 × 20-мм зенітні гармати FlaK 30                                                                 | 1 × 37-мм зенітна гармата Flak M42 2 × 20-мм зенітні гармати FlaK 30                                                                 |

U-370 — німецький середній підводний човен типу VIIC, що входив до складу Військово-морських сил Третього Рейху за часів Другої світової війни. Закладений 21 листопада 1942 року на верфі № 493 компанії Flensburger Schiffbau-Gesellschaft у Фленсбурзі. Спущений на воду 24 вересня 1943 року. 19 листопада 1943 року корабель увійшов до складу 4-ї навчальної флотилії ПЧ ВМС нацистської Німеччини. Єдиним командиром човна був оберлейтенант-цур-зее резерву Карл Нільсен.

## Історія
U-370 належав до німецьких підводних човнів типу VIIC, найчисельнішого типу субмарин Третього Рейху, яких випущено 703 одиниці. Службу розпочав у складі 4-ї навчальної флотилії ПЧ, з 1 серпня 1944 року переведений до бойового складу 8-ї флотилії ПЧ. У період з липня 1944 до березня 1945 року U-370 здійснив 12 бойових походів в Атлантичний океан та в Балтійське море, під час яких потопив два малих військових кораблі (832 т).
5 травня 1945 року затоплений екіпажем у ході операції «Регенбоген» у Гельтінгер-Бухт поблизу Гельтінга. Після війни рештки корабля підняли й розібрали на брухт.

## Перелік уражених U-370 суден у бойових походах
| №                                                               | Дата          | Командир               | Назва  | Тип                 | Належність                       | Водотоннажність (брт) | Вантаж | Конвой | Результат та координати                                                | Наслідки атаки для екіпажу      | Прим. |
| --------------------------------------------------------------- | ------------- | ---------------------- | ------ | ------------------- | -------------------------------- | --------------------- | ------ | ------ | ---------------------------------------------------------------------- | ------------------------------- | ----- |
| П'ятий похід (28.07—03.08.1944, 7 діб; Норд-Алтаскар—Гельсінкі) |               |                        |        |                     |                                  |                       |        |        |                                                                        |                                 |       |
| 1                                                               | 31 липня 1944 | Oblt. (R) Карл Нільсен | MO-101 | патрульний корабель | Військово-морський флот СРСР     | 56                    |        |        | потоплений 60°15′ пн. ш. 28°48′ сх. д. / 60.250° пн. ш. 28.800° сх. д. | ? (? загиблих та ? вцілілих)    |       |
| Одинадцятий похід (05.01—05.03.1945, 60 діб; Данциг—Данциг)     |               | Oblt. (R) Карл Нільсен |        |                     |                                  |                       |        |        |                                                                        |                                 |       |
| 2                                                               | 12 січня 1945 | Oblt. (R) Карл Нільсен | Louhi' | мінний загороджувач | Військово-морські сили Фінляндії | 776                   |        |        | потоплений 59°40′ пн. ш. 23°05′ сх. д. / 59.667° пн. ш. 23.083° сх. д. | 41 (10 загиблих та 31 вцілілий) |       |